# Розалевка (Раздельнянский район)
Розалевка (укр. Розалівка) — село, относится к Раздельнянскому району Одесской области Украины. Орган местного самоуправления —  Яковлевский сельсовет. Расстояние до райцентра составляет более 11 км и проходит автодорогой Т-1618.
Население по переписи 2001 года составляло 397 человек.

## Местный совет
67412, Одесская область, Раздельнянский район, село Яковлевка

## История Розальевской волости
Село Розальевка (Орлаевка, Большое Филодорово) принадлежало известной в уезде дворянской семье Орлай. В Розальевке был православный храм (Царе-Константиновская церковь), земская школа и земская почта, и 65 дворов с 332 жителями.
Село было волостным центром Розальевской волости Тираспольского уезда Херсонской губернии. Площадь составляла 226,3 квадратных вёрст. Дворов на 1896 год во всей волости насчитывалось 776. Жителей обоего пола 4315.
В самом селе Розальевка (она же Орлаевка и Большое Филодорово) согласно переписи 1896 года было дворов 48, жителей 277 (133 муж., 144 жен.). В селе находилось: волостное правление, православная церковь, лавка, корчма. Уездный город Тирасполь находился в 25 верстах, земская постовая станция Юрговка в 1 версте, и станция ж.д. Раздельная в 8 вёрстах.
На заседании земского собрания Тираспольского уезда от 20 августа 1898 года было решено открыть амбулаторию с 1 января 1899 года в селе Розальевке.
В волости находились такие деревни и хутора: деревня Александровка (Баранова, Патратьева), деревня Ангелиновка (Сапаритова, Эксапаритова), деревня Андрияшевка (Цонирова), хутор Бузиновский (Казённый лесной питомник), хутор Бурдов (Милолюбовский, Миролюбовский, Немецкий), деревня Велизарова, деревня Веровка (Майорское), хутор Грузинова (Перегудова, Немецкий), хутор Екатериновка (Катериновка, Косенкова, Корсенкова, Андриевскаго), хутор Елено-Константиновка (Еленовка, Тополчанова, Рябивка), деревня Елисаветполь (Елисаветовка, Михайловка, Копытина), деревня Ивановка (Бузинова, Александровка, Денисовка, Султановка, Барановка, Додоновка), хутор Копыткина (Елисаветполь, Михайловск, Шуфмахера), хутор Крауза (Марьевский, Крафта), хутор Куликовский (Матишевский, Босый, Миллера), Кучурган ст. ж. д., Лучинскаго 2-й хутор (Майорское, Снежко-Блоцкий, Веровка), хутор Матишевка (Куликовскаго, Миллера), деревня Мило-Любовка (Филодорова, Малая Филодорова), хутор Милолюбовский (Амбросьев, Шаца), хутор Миро-Любовка (Марьевка, Фатуровское, Додоновка, Гринбегова, Немецкий), хутор Никольский (Салунская Балка, Девка, Маркевича), деревня Никольское (Салунское, Девка), Ново-Савицкое станция ж.д., деревня Павловка (Павло-Майорова, Визирякова, Визиряновка), хутор Патратиевка (Негрескулово, Фризона, Немецкий), Раздельная станция ж. д. и посёлок (Гроссул-Толстого, Феодорова, Платонова, Костина), село Розальевка (Орлаевка, Большое Филодорово), хутор Стальниченка (Стольниченка, Гетманскаго, Терзимана), деревня Степановка (Гринбергова), деревня Стойкова (Стежкова, Сераковка, Марьевка, Марьяновка, Фатуровскаго), хутор Султанова (Баранова, Бузинова, Александровка), хутор Томашевский, хутор Трубачев (Вайсберга, Чернаго, Копца, Таранюка, Немецкий), хутор Шаца (Грузиновка, Липовский, Линовский, Салунское), хутор Шифмахера (Веровка, Копыткина), деревня Юрговка (Юргевичево, Князева), деревня Яковлевка (Кармазина), хутор Фёдоровка (Диминское), хутор Федюшева (Матишевка).